# Philip Koch
Philip Koch (* 29. August 1982 in München) ist ein deutscher Filmregisseur, Produzent und Drehbuchautor.

## Leben
Nach seinem 2002 in München abgelegten Abitur absolvierte Philip Koch zunächst ab 2003 ein redaktionelles Praktikum beim SWR in Baden-Baden. Während seines anschließenden Regiestudiums an der Hochschule für Fernsehen und Film in München arbeitete er als Filmkritiker, Regie-, Ton- und Produktionsassistent. Seit 2009 gehört Koch in der Werkstatt Bavaria zum Nachwuchsförderprogramm des Medienunternehmens Bavaria Film. Sein umstrittenes Langfilmdebüt Picco gewann 2010 mehrere deutsche Filmpreise. Außerdem wurde der Film zu den Internationalen Filmfestspielen von Cannes eingeladen, wo er für kontroverse Diskussionen sorgte.
Philip Koch ist Gründer der Produktionsfirma Nocturna Productions GmbH.
Philip Koch ist Mitglied im Bundesverband Regie (BVR).

## Filmografie (Auswahl)
- 2005: Paphos & Galatea (Kurzspielfilm – Buch und Regie)
- 2006: Die Suche (Kurzspielfilm – Buch und Regie, Produktion)
- 2007: Lumen (Kurzspielfilm – Buch und Regie, Koproduktion)
- 2008: Ruta del Che (Dokumentarfilm – Produktion, Buch, Co-Regie)
- 2010: Picco (Spielfilm – Buch und Regie, Koproduktion)
- 2012: Operation Zucker (Spielfilm – Buch)
- 2015: Outside the Box (Spielfilm – Buch und Regie)
- 2016: Unfriend (Spielfilm – Buch)
- 2017: Tatort: Der Tod ist unser ganzes Leben
- 2017: Tatort: Hardcore
- 2018: Tatort: Im toten Winkel
- 2018: Tatort: Blut
- 2019: Play
- 2021: Tribes of Europa
- 2024: 60 Minuten (Spielfilm – Buch)
- 2025: Brick

## Auszeichnungen (Auswahl)
- 2006: Best Video Art für Paphos & Galatea beim Cyprus International Film Festival 2006
- 2007: Deutscher Kamerapreis für Lumen (Kamera: Stefan Linn)
- 2007: Nominierung für den Luxemburgischen Filmpreis für Lumen
- 2010: Preis des Saarländischen Ministerpräsidenten für Picco beim Filmfestival Max Ophüls Preis
- 2010: Nominierung für den Nachwuchspreis Caméra d’Or bei den internationalen Filmfestspielen in Cannes für Picco
- 2010: Friedenspreis des Deutschen Films – Die Brücke (Nachwuchspreis) für Picco
- 2010: Fünf Seen Filmpreis für Picco beim Fünf Seen Filmfestival
- 2010: German Independent Award – Bester deutscher Film beim Internationalen Filmfest Oldenburg für Picco
- 2010: Schülerbiber für Picco bei den Biberacher Filmfestspielen
- 2011: New Faces Award (Bester Debütfilm) für Picco
- 2020: Preis der Deutschen Akademie für Fernsehen in der Kategorie Regie für Play